# Manuel Dacosse
Manuel Dacosse (connu comme Manu Dacosse), né à Uccle en 1977, est un directeur de la photographie belge.

## Filmographie

### Longs métrages
- 2009 : Amer d'Hélène Cattet et Bruno Forzani
- 2011 : De leur vivant de Géraldine Doignon
- 2012 : Torpedo de Matthieu Donck
- 2012 : Mobile Home de François Pirot
- 2012 : Tasher Desh de Qaushiq Mukherjee
- 2013 : L'Étrange Couleur des larmes de ton corps d'Hélène Cattet et Bruno Forzani
- 2014 : Alléluia de Fabrice Du Welz
- 2015 : La Dame dans l'auto avec des lunettes et un fusil de Joann Sfar
- 2015 : Évolution de Lucile Hadzihalilovic
- 2016 : Un petit boulot de Pascal Chaumeil
- 2016 : La Confession de Nicolas Boukhrief
- 2017 : Laissez bronzer les cadavres ! d'Hélène Cattet et Bruno Forzani
- 2017 : Axolotl Overkill d'Helene Hegemann
- 2017 : L'Amant double de François Ozon
- 2018 : L'Empereur de Paris de Jean-François Richet
- 2018 : Grâce à Dieu de François Ozon
- 2019 : Trois Jours et une vie de Nicolas Boukhrief
- 2019 : Adoration de Fabrice Du Welz
- 2020 : The Silencing de Robin Pront
- 2021 : Inexorable de Fabrice Du Welz
- 2022 : Peter von Kant de François Ozon
- 2022 : Simone, le voyage du siècle d'Olivier Dahan
- 2022 : Vous n'aurez pas ma haine de Kilian Riedhof
- 2023 : Mon crime de François Ozon
- 2023 : Vincent doit mourir de Stéphan Castang
- 2024 : Maldoror de Fabrice Du Welz
- 2025 : Reflet dans un diamant mort d'Hélène Cattet et Bruno Forzani
- 2025 : Dalloway de Yann Gozlan
- 2026 : L’Étranger de François Ozon

### Courts métrages
- 2002 : Chambre jaune d'Hélène Cattet et Bruno Forzani
- 2003 : La fin de notre amour d'Hélène Cattet et Bruno Forzani
- 2003 : Coup de soleil de Ferdinand Moy
- 2004 : L'Étrange Portrait de la dame en jaune d'Hélène Cattet et Bruno Forzani
- 2005 : Oedipus Requiem de Clément Gharini
- 2006 : Comme personne de Géraldine Doignon
- 2006 : Santos Palace d'Hélène Cattet et Bruno Forzani
- 2008 : Terres noires de Clément Gharini
- 2010 : Martha de Raphaël Dethier
- 2010 : Thermes de Banu Akseki
- 2011 : Terre nouvelle de Bernard Dresse
- 2011 : À ton vieux cul de nègre d'Aurélien Bodinaux
- 2012 : A New Old Story d'Antoine Cuypers
- 2012 : The ABCs of Death (un segment) d'Hélène Cattet et Bruno Forzani
- 2013 : Electric Indigo de Jean-Julien Collette
- 2013 : Partouze de Matthieu Donck
- 2014 : Carnage-Terminus de Chris Lequarré
- 2014 : Nectar de Lucile Hadzihalilovic

## Distinctions

### Récompenses
- 2008 : Festival du film de Beverly Hills : prix du Meilleur directeur de la photographie pour Terres noires (2008)
- 2015 : 5e cérémonie des Magritte du cinéma : Magritte de la meilleure image pour L'Étrange Couleur des larmes de ton corps d'Hélène Cattet et Bruno Forzani
- Festival international du film de Saint-Sébastien 2015 : Prix du jury pour la meilleure photographie pour Évolution
- 2016 : 6e cérémonie des Magritte du cinéma : Magritte de la meilleure image pour Alléluia de Fabrice Du Welz.
- Magritte 2019 : Magritte de la meilleure image pour Laissez bronzer les cadavres ! d'Hélène Cattet et Bruno Forzani[1].
- Festival international du film de Catalogne 2019 : prix de la meilleure photographie pour Adoration[2]

### Nomination
- 2010 : 1re cérémonie des Magritte du cinéma : Meilleure image pour Amer d'Hélène Cattet et Bruno Forzani
- 2022 : 11e cérémonie des Magritte du cinéma : Meilleure image pour Adoration